# Rafael Lovato Júnior
Rafael Lovato Jr. (nascido em Cincinnati em 25 de junho de 1983) é um ex-lutador americano de artes marciais mistas e competidor de jiu-jitsu brasileiro. Na época de sua aposentadoria inicial, ele era o Bellator MMA Campeão Mundial de Peso-Médio e foi classificado como o quarto melhor lutador de peso-médio do mundo.
Ele foi o primeiro não-brasileiro a vencer o Campeonato Brasileiro como faixa-preta. Em 2007, tornou-se a primeira pessoa a conquistar o "Grand Slam" de faixa-preta em todas as principais competições de jiu-jitsu brasileiro em um único ano: Pan-Americano, Europeu, Brasileiro e Mundial.

## Início da vida
Lovato nasceu em Cincinnati, Ohio, mas sua família mudou-se para Oklahoma City, Oklahoma, quando ele tinha oito anos. Filho de um instrutor de Jeet Kune Do, Lovato estudou diversas artes marciais na juventude e competiu no boxe amador antes de descobrir o jiu-jitsu brasileiro aos 13 anos. Ele é descendente de Espanhóis e Italianos.

## Carreira no jiu-jitsu brasileiro
Lovato foi o segundo americano, após B.J. Penn, a vencer o Campeonato Mundial de Jiu-Jitsu como faixa-preta.
Lovato é faixa-preta sob Carlos Machado, o mais velho da família Machado. Ele tem uma longa e formativa história de treinamento com Xande e Saulo Ribeiro, iniciada após competir contra Saulo na final do Arnold Classic de 2003, quando Lovato tinha apenas 19 anos.
Atualmente, Lovato gerencia sua própria academia em Oklahoma City, Oklahoma.

## Retorno ao grappling
Após se aposentar do MMA por questões médicas, Lovato Jr. retornou às competições de jiu-jitsu, começando com uma tentativa frustrada de desafiar Aaron "Tex" Johnson pelo título Fight 2 Win Light-Heavyweight Masters no F2W 151, em 11 de setembro de 2020. Pouco depois, competiu no BJJ Stars 4, em 14 de novembro de 2020, onde foi finalizado com um estrangulamento crucifixo por Dimitrious Souza. Ele também participou do Campeonato Mundial de Masters da IBJJF 2020, conquistando a prata no absoluto após uma final acirrada com Gregor Gracie.

## 2021
Ele voltou ao Fight 2 Win no F2W 166, em 13 de março de 2021, enfrentando Gabriel Almeida no evento principal e o finalizando com um kimura. Em 30 de abril de 2021, Lovato Jr. foi o destaque de um evento Who's Number One contra Gilbert Burns, perdendo por decisão unânime. Lovato Jr. retornou para liderar outro evento do Fight 2 Win no F2W 177, em 16 de julho de 2021, onde derrotou Alexandro Ceconi por decisão unânime, conquistando o título sem quimono de peso-meio-pesado.
Ele defendeu seu título sem quimono de peso-meio-pesado no F2W 180, em 6 de agosto de 2021, vencendo Gabriel Arges por decisão unânime. Em seguida, competiu no Raw Grappling 1, em 14 de novembro de 2021, contra Adam Wardzinski, vencendo por pontos de penalidade. Em suas últimas lutas de 2021, Lovato Jr. representou a Team LFA no UFC FightPass Invitational 1. A equipe venceu o torneio, com Lovato Jr. finalizando Mike Wilcox com um mata-leão e registrando dois empates contra Jonathan Piersma e Travis Tooke.

## 2022
Lovato Jr. também havia concordado verbalmente em enfrentar o atual campeão mundial da ADCC, Gordon Ryan, em algum momento de 2021. Após a luta não se concretizar, Lovato Jr. venceu o Europeu da IBJJF de 2022 e competiu no Mundial daquele ano, aposentando-se das competições da IBJJF após sua última luta. Ele participou do Campeonato Mundial da ADCC em 2022, terminando em quarto lugar na categoria até 99 kg e anunciando sua aposentadoria dessa competição ao mesmo tempo.

## 2023
Lovato Jr. foi escalado para competir no co-evento principal do Who's Number One 18, em 18 de maio de 2023, contra Elder Cruz. Lovato Jr. venceu a luta, finalizando Cruz com um mata-leão.
Lovato Jr. competiu no Campeonato Mundial de Masters da IBJJF em 2 de setembro de 2023, onde venceu a divisão master 1 de peso superpesado.
Lovato Jr. foi então convidado a desafiar Pedro Marinho pelo título de peso-meio-pesado do WNO no Who's Number One 20: Night of Champions, em 1º de outubro de 2023. Marinho desistiu da luta devido a uma lesão e foi substituído por Ricardo Evangelista, com a luta sendo alterada para um combate sem título. Lovato Jr. venceu por finalização.
A luta entre Lovato Jr. e Pedro Marinho pelo título de peso-meio-pesado do WNO foi remarcada para o Who's Number One 21: Ryan vs Barbosa, em 30 de novembro de 2023. Após a retirada de Gordon Ryan do evento, Lovato Jr. vs Pedro Marinho foi promovido a evento principal. Lovato Jr. perdeu por decisão dos juízes.

## 2024
Lovato Jr. enfrentou Craig Jones no evento principal do UFC Fight Pass Invitational 6, em 3 de março de 2024. Ele perdeu a luta por finalização.
Lovato Jr. enfrentou Felipe Pena em uma luta de peso-pesado no Who's Number One 23: Meregali vs Rocha, em 10 de maio de 2024. Ele perdeu por decisão.
Lovato Jr. foi convidado a competir na divisão até 99 kg no Campeonato Mundial da ADCC de 2024. Ele derrotou Elioenai Braz por pontos, finalizou Patrick Gaudio e venceu Michael Pixley por decisão antes de ser finalizado por Kaynan Duarte na final, conquistando a medalha de prata. Em seguida, venceu a divisão superpesada do Campeonato Europeu No-Gi da IBJJF, em 20 de outubro de 2024. Lovato Jr. também conquistou uma medalha de ouro na divisão superpesada do Campeonato Pan-Americano No-Gi da IBJJF de 2024, em 3 de novembro de 2024.

## Carreira nas artes marciais mistas

### Legacy Fighting Alliance
Lovato fez sua estreia profissional no MMA em 26 de setembro de 2014, no LFA 35, contra Canaan Grigsby. Ele venceu a luta com um triângulo de braço no final do primeiro round. Sua próxima luta foi no LFA 46, contra o futuro competidor de peso-médio do UFC, Kevin Holland. Lovato Jr. venceu com um mata-leão, 84 segundos após o início do primeiro round.
Após essas duas vitórias, Lovato Jr. foi escalado para enfrentar Marcelo Nunes no LFA 54, pelo título de peso-médio. Lovato Jr. venceu por nocaute técnico perto do fim do segundo round. Ele foi escalado para fazer sua primeira defesa de título contra Cortez Coleman no LFA 62. Ele finalizou Coleman com uma chave de braço no último minuto do terceiro round.

### Bellator MMA
Em março de 2017, Lovato estreou no Bellator MMA. Ele enfrentou Charles Hackmann no Bellator 174 e venceu por nocaute técnico apenas 13 segundos após o início do primeiro round.
Em sua segunda luta no Bellator, Lovato enfrentou Mike Rhodes no Bellator 181, em 14 de julho de 2017. Rafael Lovato Jr. venceu por finalização no primeiro round.
Lovato enfrentou Chris Honeycutt no Bellator 189, em 1º de dezembro de 2017 e Rafael Lovato Jr. venceu por decisão unânime.
Lovato estava escalado para enfrentar John Salter no Bellator 198, em 28 de abril de 2018. John Salter foi retirado do evento pela Comissão Atlética de Illinois devido a um problema ocular em 24 de abril e substituído por Gerald Harris. Rafael Lovato Jr. venceu por finalização com uma chave de braço no primeiro round.
Lovato enfrentou John Salter em 21 de setembro de 2018, no Bellator 205. Rafael Lovato Jr. venceu por finalização.

#### Campeão Mundial de Peso-Médio do Bellator
Lovato estava escalado para enfrentar Gegard Mousasi pelo Campeonato Mundial de Peso-Médio do Bellator. Essa luta deveria ser o co-evento principal do Bellator 214. Em 20 de dezembro de 2018, foi relatado que Mousasi desistiu da luta devido a uma lesão nas costas, e Lovato foi retirado do card. A luta contra Mousasi foi remarcada para 22 de junho de 2019, em Londres, Inglaterra  , no Bellator 223. Lovato derrotou Mousasi por decisão majoritária.
Em 29 de janeiro de 2020, durante uma aparição no Joe Rogan Experience, Lovato revelou que foi diagnosticado com uma condição cerebral chamada cavernoma cerebral, uma condição em que um grupo de vasos sanguíneos anormais se forma, geralmente no cérebro ou na medula espinhal, aumentando a suscetibilidade a danos cerebrais. Lovato afirmou que essa condição quase o impediu de lutar contra Gegard Mousasi, mas ele acabou recebendo liberação. No entanto, após uma revisão adicional dos riscos semanas após a luta contra Mousasi, comissões na Europa declararam que não dariam mais liberação para Lovato lutar no continente. Seguindo o conselho de seus médicos, Lovato disse que, por enquanto, sua carreira no MMA está em pausa, embora não tenha anunciado aposentadoria e permaneça esperançoso de lutar novamente no futuro. Em 10 de fevereiro de 2020, foi anunciado que Lovato abriu mão do título de peso-médio do Bellator.

### Pós-Bellator
Lovato Jr. declarou publicamente seu desejo de retornar ao MMA profissional para pelo menos mais uma luta, idealmente em 2021. No entanto, esse desejo só se materializou mais tarde, quando Lovato retornou ao MMA em 28 de dezembro de 2022, no Inoki Bom-Ba-Ye x Ganryujima, contra o invicto Taiga Iwasaki. Ele venceu no primeiro round, finalizando Iwasaki com um kimura. Após a luta, Lovato Jr. não anunciou sua aposentadoria do MMA e disse estar aberto à possibilidade de mais lutas no futuro.
Em março de 2023, Lovato Jr. ainda permanecia suspenso indefinidamente por comissões atléticas nos Estados Unidos e na Europa.

## Vida pessoal
Lovato Jr. e sua esposa têm gêmeos.

## Títulos e conquistas

### Artes marciais mistas
Bellator MMA
- Campeonato Mundial de Peso-Médio do Bellator (Uma vez; ex-campeão)
- Legacy Fighting Championship
  - Campeonato de Peso-Médio do Legacy FC (Uma vez; ex-campeão) 
    - Uma defesa de título bem-sucedida

## Registro nas artes marciais mistas
| Cartel no MMA   |             |           |
| 11 lutas        | 11 vitórias | 0 derrota |
| Por nocaute     | 2           | 0         |
| Por finalização | 7           | 0         |
| Por decisão     | 2           | 0         |

| Res.    | Cartel | Oponente         | Método                              | Evento                          | Data                   | Round | Tempo | Local                                   | Notas |
| ------- | ------ | ---------------- | ----------------------------------- | ------------------------------- | ---------------------- | ----- | ----- | --------------------------------------- | --- |
| Vitória | 11–0   | Taiga Iwasaki    | Finalização (kimura)                | Inoki Bom-Ba-Ye x Ganryujima    | 28 de dezembro de 2022 | 1     | 2:10  | Sumida, Tokyo, Japão                    | Luta em peso casado aprox. 88kg. |
| Vitória | 10–0   | Gegard Mousasi   | Decisão (majoritária)               | Bellator 223                    | 22 de junho de 2019    | 5     | 5:00  | Londres, Inglaterra                     | Campeão do Campeonato Mundial dos Médios do Bellator. Posteriormente, abdicou do título devido a um diagnóstico de hemangioma cavernoso cerebral. |
| Vitória | 9–0    | John Salter      | Finalização (Mata-leão)             | Bellator 205                    | 21 de setembro de 2018 | 3     | 4:27  | Boise, Idaho, Estados Unidos            | |
| Vitória | 8–0    | Gerald Harris    | Finalização (armlock)               | Bellator 198                    | 28 de abril de 2018    | 1     | 1:11  | Rosemont, Illinois, Estados Unidos      | Luta em peso casado aprox. 85kg |
| Vitória | 7–0    | Chris Honeycutt  | Decisão (unânime)                   | Bellator 189                    | 1 de dezembro de 2017  | 3     | 5:00  | Thackerville, Oklahoma, Estados Unidos  | |
| Vitória | 6–0    | Mike Rhodes      | Finalização (Mata-leão)             | Bellator 181                    | 14 de julho de 2017    | 1     | 1:59  | Thackerville, Oklahoma, Estados Unidos  | |
| Vitória | 5–0    | Charles Hackmann | Nocaute técnico (joelhadas e socos) | Bellator 174                    | 3 de março de 2017     | 1     | 0:13  | Thackerville, Oklahoma, Estados Unidos  | Luta em peso casado aprox. 88kg. |
| Vitória | 4–0    | Cortez Coleman   | Finalização (armlock)               | Legacy Fighting Championship 62 | 11 de novembro de 2016 | 3     | 4:04  | Oklahoma City, Oklahoma, Estados Unidos | Defendeu o título do Legacy FC Middleweight Championship.                                                                                         |
| Vitória | 3–0    | Marcelo Nunes    | Nocaute técnico (socos)             | Legacy Fighting Championship 54 | 22 de abril de 2016    | 2     | 4:51  | Catoosa, Oklahoma, Estados Unidos       | Campeão do the Legacy FC Middleweight Championship.                                                                                               |
| Vitória | 2–0    | Kevin Holland    | Finalização (Mata-leão)             | Legacy Fighting Championship 46 | 2 de outubro de 2015   | 1     | 1:24  | Allen, Texas, Estados Unidos            | |
| Vitória | 1–0    | Canaan Grigsby   | Finalização (triângulo de mão)      | Legacy Fighting Championship 35 | 26 de setembro de 2014 | 1     | 4:07  | Tulsa, Oklahoma, Estados Unidos         | |